# Seduzione (album)
Seduzione è un album raccolta del gruppo musicale Rondò Veneziano, pubblicata nel 1996 dalla BMG Ariola.

## Tracce
1. Magico Incontro - 3:03
2. Preludio all'amore - 2:57
3. Calli segrete - 3:30
4. Chiaro di luna - 4:43
5. Casanova - 3:06
6. Seduzione - 2:34
7. Il piacere - 3:06
8. Notte amalfitana - 4:48
9. Tramonto d'autunno - 3:44
10. Notturno veneziano - 2:34
11. Estasi veneziana - 3:04
12. Così fan tutte - 4:11
13. Oboe d'amore - 2:37
14. Don Giovanni - 7:25
15. Rosso veneziano - 3:06
16. Ultimo incontro - 3:10
17. Sonata (K.545) - 2:24
18. Sinfonia per un addio - 4:15